# Četvrta hrvatska nogometna liga
Četvrta hrvatska nogometna liga (także Četvrta HNL, 4. HNL) – czwarta w hierarchii klasa rozgrywkowa w piłce nożnej mężczyzn w Chorwacji. Utworzona została w 2006 roku. Zarządzana jest przez Hrvatski nogometni savez.

## Zasady
IV liga chorwacka dzieli się na osiem grup: wschodnią, północną A, północną B, centralną A, centralną B, zachodnią, południową A i południową B. W dywizji występują kolejno: 16 drużyn, 14 drużyn, 17 drużyn, 16 drużyn, 18 drużyn, 15 drużyn, 12 drużyn i 11 drużyn. Na koniec sezonu najgorsze drużyny spadają do regionalnej V ligi. Zwycięzcy każdej grupy awansują do II ligi.